# Jednotný čas
Systém jednotného času je soustava synchronizovaných hodin, které zobrazují jednotný čas. Tuto soustavu tvoří přesné hlavní hodiny (v minulosti kyvadlové, dnes řízené krystalovým oscilátorem), které slouží jako zdroj časové informace, a jedny nebo více podružných hodin, které tuto informaci přijímají pomocí elektrických impulzů a zobrazují uživatelům. Systémy jednotného času se využívají v nemocnicích, školách, továrnách, na letištích a nádražích. Kromě podružných hodin mohou hlavní hodiny řídit i zvukovou signalizaci (školní zvonky, signalizaci pracovních směn v továrnách), zařízení pro kontrolu docházky, zapínání a vypínaní strojů a pod. V drážní dopravě se termín „jednotný čas“ tradičně používal pro standardní čas používaný pro drážní dopravu na určité trati nebo dopravní síti, bez ohledu na způsob synchronizace hodin; po rozšíření standardního pásmového času i do občanského života se tímto termínem rozumí běžný oficiální čas platný v dané zemi. 
První bezdrátové časové signály se začaly vysílat v USA a v Kanadě již roku 1905, roku 1910 jako první v Evropě začaly vysílat Německo a Francie. Na mezinárodní časové konferenci v Paříži roku 1912 byl jednotně upraven program vysílání radiotelegrafických časových signálů.
Pro běžné občanské použití je v rozhlase a televizi vysílán akustický časový signál známý jako časové znamení, do roku 1999 se vysílalo pět značek (čtyři kratší a pátá delší), později 4bodové zvukové časové značky (tři kratší a jedna výraznější), přičemž přesné okamžiky udává začátek časových značek, tedy začátek poslední značky udává konec poslední minuty ve čtvrthodině.
V roce 1955 začalo pokusné vysílání přesného kmitočtu a časového signálu z hodin vyvinutých v Ústavu radiotechniky a elektroniky ČSAV kolektivní stanicí OK1KAA na frekvenci 3,5 MHz a dále pokračovalo vysíláním krátkovlnných stanic OMA 2,5 MHz a OLB5 3,170 MHz. Dlouhovlnné vysílání začalo 17. května 1957 stanicí OLP 48,6 kHz a vyústilo v dubnu 1958 vysíláním stanice OMA 50 na kmitočtu 50 kHz z Liblic u Českého Brodu, šlo o první dlouhovlnné vysílání časového signálu na světě. Po definování Pražského koordinovaného času UTC(TP) (TP = Tempus Pragense) v lednu 1969 vysílala OMA 50 tento čas v mikrosekundové shodě se světovým koordinovaným časem UTC odvozovaným z cesiových atomových hodin v ÚRE. Od roku 1974 bylo zavedeno kódování v BCD tvořeném klíčováním fáze nosné o 180°, což byl technicky vyspělejší systém, než používal v té době vysílač DCF77. Tehdejší výrobci však neuvedli na trh pro širší veřejnost výrobky řízené tímto signálem a vysílač měl měsíčně vždy jednodenní přestávku, občas docházelo i k několikaměsíčním odstávkám, přičemž náhradní vysílání z Poděbrad bylo desetkrát slabší (5 kW místo 50 kW). Na jaře 1995 byl vysílač OMA 50 vypnut.
Koordinovaný čas UTC(TP), Tempus Pragense, platný od ledna 1969, je i nadále udržován v mikrosekundové shodě se světovým koordinovaným časem UTC pracovníky časové laboratoře ÚRE AV ČR v Praze-Kobylisích, kde jsou umístěny dva základní cesiové etalony, hlavní hodiny udržující čas UTC(TP) a měřicí technika GPS. Další dva cesiové normály byly v budově ÚTB SPT Telecom v Praze na Žižkově.
Od září 1970 je k synchronizaci hodin vysílán tzv. frankfurtský časový signál na rádiové stanici DCF77 vysílačem o výkonu 50 kW. Udávaný dosah vysílače je kolem 2000 km. Provoz zajišťují společně Spolková pošta Telekom, která provozuje vlastní vysílač a antény, a Spolkový fyzikálně-technický ústav PTB Braunschweig, který odpovídá za řídící signál odvozovaný od atomových hodin. Od konce roku 1995 je tento vysílač jediný svého druhu na evropském kontinentě (švýcarský vysílač HBG Prangins je vypnut; český vysílač OMA 50 byl vypnut koncem roku 1995).
Od roku 1995 poskytuje PTB telefonní časovou službu, jejíž pomocí lze počítačem s telefonním modemem získat časovou informaci z atomových hodin v PTB přes veřejnou telefonní síť.
Synchronizace času přes internet je možná pomocí protokolu NTP (Network Time Protocol).